# Ngũ tử lương tướng
Ngũ tử lương tướng (chữ Hán: 五子良將) là một danh xưng do sử gia Trần Thọ ghi nhận trong bộ sử Tam quốc chí để chỉ 5 võ tướng tài năng tâm phúc của Tào Ngụy, không nằm trong nội tộc họ Tào và Hạ Hầu gồm Trương Liêu, Nhạc Tiến, Vu Cấm, Trương Cáp và Từ Hoảng. Về sau, tác giả La Quán Trung cũng ghi nhận danh xưng Ngũ hổ thượng tướng (五虎上將) của Thục Hán, do dân gian đặt ra, được xem là đồng dạng và là đối trọng với danh xưng Ngũ tử lương tướng.

## Xuất xứ danh xưng
Sử gia Trần Thọ khi chép Ngụy chí quyển 17 đã chép 5 võ tướng Tào Ngụy là Trương Liêu, Nhạc Tiến, Vu Cấm, Trương Cáp và Từ Hoảng vào cùng một truyện. Ở phần cuối truyện Từ Hoảng, ông có lời bình rằng: "Thái tổ kiến tư võ công, nhi thì chi lương tướng, ngũ tử vy tiên." (太祖建兹武功，而时之良将，五子为先; Thái tổ [Tào Tháo] gầy dựng võ công, mà lương tướng lúc bấy giờ, có năm người đứng đầu), hàm ý chỉ 5 võ tướng thân tín của Tào Tháo không thuộc gia tộc Hạ Hầu - Tào, nhưng có thành tích quân sự nổi bật cống hiến cho phe Tào Ngụy. Ngoài ra, ông cũng ghi nhận tướng Chu Linh cũng nổi danh chỉ kém Từ Hoảng một chút, làm đến chức Hậu tướng quân.

## Chiến công của Trương Liêu
- Dụ hàng Xương Hi
- Dẹp anh em họ Viên
- Đánh Lưu Biểu
- Dẹp loạn ở núi Thiên Trụ
- Trấn giữ Hợp Phì chống Tôn Quyền

## Chiến công của Nhạc Tiến
- Trận Quan Độ phá Viên Thiệu
- Trấn giữ Hợp Phì chống Tôn Quyền

## Chiến công của Vu Cấm
- Dẹp quân Thanh châu làm loạn
- Đánh Trương Tú
- Đánh Hạ Phì diệt Lã Bố
- Dẹp Huy Cố ở Tạ Khuyển
- Chống Viên Thiệu ở Diên Tân
- Trận Quan Độ phá Viên Thiệu
- Dẹp Xương Hi
- Dẹp Mai Thành

## Chiến công của Trương Cáp
- Dẹp Trần Lan
- Giao chiến với Trương Phi
- Chống Gia Cát Lượng bắc tiến

## Chiến công của Từ Hoảng
- Tấn công Đạp Đốn
- Đánh Lã Bố
- Đánh Lưu Bị
- Đánh Viên Thiệu
- Giải vây Phàn thành
- Đánh bại Quan Vũ
- Đánh Mã Siêu

## Hình ảnh ngũ tử lương tướng

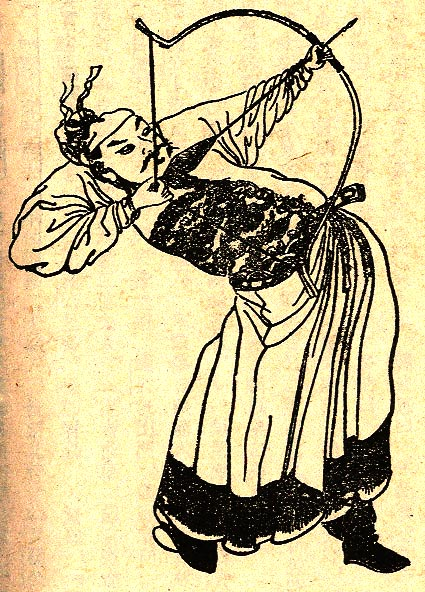
Trương Liêu
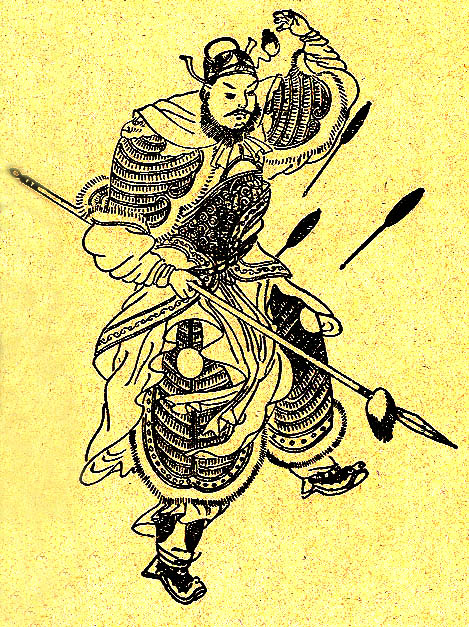
Trương Cáp
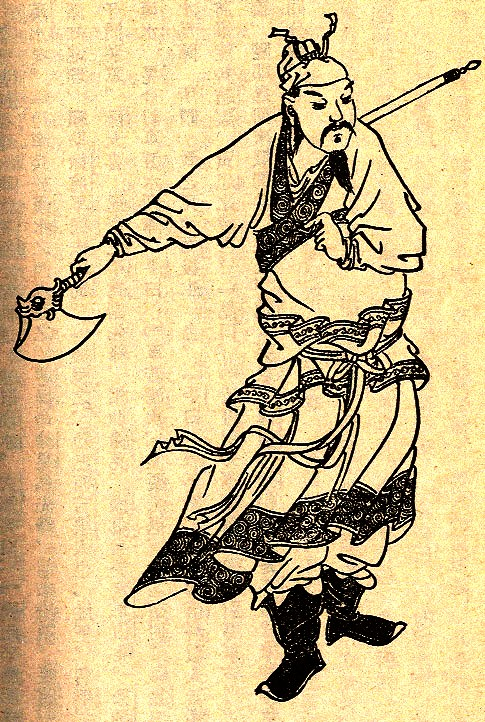
Từ Hoảng